# 罗毅 (化学家)
罗毅（1965年2月19日—），中国江西人。中国科学技术大学化学物理系教授，研究方向为分子电子学、同步辐射X-射线物理和化学等。任合肥微尺度物质科学国家研究中心主任。中国国家重大研究计划首席科学家，获得瑞典皇家科学院Goran Gustafsson奖等奖项。

## 生平
1981年-1985年，就读于华中工学院（今华中科技大学），获学士学位；
1985年-1989年，就读于中国科学院上海光学和精密机械研究所，先后获得硕士、博士学位；
1989年-1992年，在乌普萨拉大学做研究助理；
1992年-1996年，就读于林雪平大学，获得博士学位；
1997年-2000年，在斯德哥尔摩大学任助理教授；
2000年-2010年，在皇家理工学院任教，期间升任教授；
2008年至今，在中国科学技术大学化学物理系任教授